# 跨车胡同

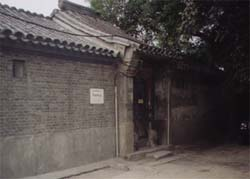
跨车胡同15号的齐白石故居

跨车胡同是位于中国北京市西城区中部的一条胡同。

## 简介
跨车胡同南起辟才胡同，北端向西倾斜，通往太平桥大街。清朝称“车子胡同”，因为有车厂而得名。2000年代，辟才胡同拓宽为马路，拆掉了跨车胡同的南半截。随后，太平桥大街拓宽马路，又拆掉了跨车胡同的北半截。由于胡同内的齐白石故居是北京市文物保护单位，未予拆除，故跨车胡同也残留下来，但只剩下齐白石故居一个门牌。
齐白石故居位于跨车胡同15号，坐西朝东，黑漆大门。门扇上悬有一块木牌，上书“谢绝参观”四个字。齐白石故居为一个不规则的四合院。北房三间，为齐白石的画室。东房七间，西房三间，南房五间。齐白石是在1926年冬购买此住宅，此后他在此居住直到1957年9月26日逝世。